# Mercedes-Benz OH 1419
El primer chasis de bus de la serie OH (Omnibus Heckmotor, cuya traducción del alemán es «ómnibus con motor trasero») fabricado en Argentina a principios de la década de 1980 previo al estreno de la gama en 1987 (un verdadero precursor, aislado, eso si). Este modelo venía equipado con un motor (OM 355/5) de cinco cilindros que también usaba el L 1521 pero en este caso sin el intercooler. Tuvo una vida comercial interesante, usado principalmente como media/larga distancia en su momento.

## Ficha técnica

### Motor
- Motor: OM 355/5
- Ciclo: diesel cuatro tiempos
- Ubicación: Trasera
- Cilindrada (cm³): 9650
- Número de Cilindros: 5
- Diámetro x Carrera (mm): 128 x 150
- Relación de Compresión:
- Potencia (CV): 192
- Régimen (r. p. m.): 2200
- Par Motor (mKg): 67
- Régimen (r. p. m.): 1400
- Tracción: Trasera
- Refrigeración: Agua
- Combustible: Gas-Oil
- Sistema de Combustible: inyección directa

### Transmisión
- Caja de Cambio: G 60
- Velocidades: 5
- Embrague: Monodisco seco. Accionamiento mecánico.
- Diámetro (mm): 380

### Cantidades y capacidades
- Capacidad Combustible (litros): 210
- Peso Vacío (kg.): 14900

### Medidas
- Largo (mm): 11025
- Ancho (mm): 2379
- Distancia entre Ejes (mm): 6050
- Trocha Delantera (mm): 1946
- Trocha Trasera (mm): 1817
- Voladizo delantero (mm): 1893
- Voladizo trasero (mm): 3082

### Frenos
- Frenos de servicio: Neumático de doble circuito.
- Freno de estacionamiento: Cámara acumuladora de fuerza elástica accionada neumáticamente.
- Freno adicional: freno motor.

### Otros
- Dirección: ZF 8063 hidráulica
- Eje delantero:VL3/7 D 5
- Suspensión Delantera: Ballestas, amortiguadores
- Eje trasero: HH4/12 D 10. Relación: 5,714:1 (40:7)
- Suspensión Trasera: Ballestas, amortiguadores, barra estabilizadora
- Neumáticos: 10.00 x 20 16 telas
- Llantas: 7.5 x 20 disco
- Generador Eléctrico: alternador 14 V 55A. Dos baterías x 135 Ah. 12V